# 尼古拉·约瑟夫·屈尼奥
尼古拉·约瑟夫·屈尼奥（法語：Nicolas-Joseph Cugnot，法語發音：[nikɔla ʒozɛf kyɲo]；1725年2月26日—1804年10月7日；又译居纽）法国陆军工程师、发明家。1769年，他制造出了世界上第一辆蒸汽机驱动的汽车。1771年，屈尼奥改进了蒸汽汽车。